# سینان اوزن
سینان اوزن (ترکی استانبولی: Sinan Özen; زادهٔ ۱ مارس ۱۹۶۴) خواننده، نوازنده، ترانه‌سرا، آهنگساز، بازیگر و مجری تلویزیون ترکیه است.

## زندگی و حرفه
سینان اوزن در چایلی، ریزه، ترکیه به دنیا آمد. خانواده او در جوانی به ازمیت مهاجرت کردند و او چند سالی از کودکی خود را در آنجا گذراند. سپس به استانبول نقل مکان کردند، جایی که سینان تحصیلات ابتدایی و متوسطه خود را گذراند. او دبیرستان را در ریزه، در دپارتمان تراشکاری در دبیرستان حرفه ای ریزه گذراند.
سینان اوزن از سنین جوانی اشتیاق زیادی به موسیقی داشت و اولین تلاش او برای ورود به دنیای موسیقی در سال ۱۹۸۱ با یک مسابقه آهنگ بود که در یک روزنامه محلی تبلیغ شد. او در این مسابقه شرکت کرد و برنده شد، با این حال او را در در آن مقطع این کار را ادامه نداد.
او بعداً با سهیلا آلتمیشدورت، معلم آکادمی موسیقی، با کمک دوست نوازنده‌اش، که کلاس‌های ساز و سلفژ را به او آموزش داد، آشنا شد. او همچنین آموزش ساز عود و سلفژ را نزد عرفان اوزبکر، آهنگساز ترکیه گذراند. او با تشویق معلمان خود برای آکادمی موسیقی استانبول درخواست داد و در سال ۱۹۸۲ در گروه موسیقی کلاسیک ترکی پذیرفته شد و در سال ۱۹۸۸ از آنجا فارغ‌التحصیل شد.
فعالیت حرفه ای او با اولین آلبومش به نام Ruyalarim olmasa (اگر رؤیایی نداشته باشم) در سال ۱۹۸۹ آغاز شد.
از سال ۱۹۸۹ تا ۲۰۱۶، سینان اوزن ۱۷ آلبوم از جمله یک آلبوم موسیقی کلاسیک ترکی و ۲ تک آهنگ تولید کرد.

## دیسکوگرافی

### تک‌اهنگ‌ها
- 2016 Sana Birşey Olmasın
- 2015 Sevişmeliyiz (باید عشق ورزید)
- 2013 Yıkılır İstanbul (استانبول سقوط خواهد کرد)

### آلبوم‌ها
- 2014 Babamın Şarkıları ve İnce Saz (ترانه‌های پدرم و ساز زیبا)
- 2011 Usta (استاد)
- 2010 Sinan Özen 2010
- ۲۰۰۷ Ödün Vermem (من نمی‌توانم تسلیم شوم)
- 2006 Aşkın S Hali (S State of Love)
- 2004 Islak Islak (مرطوب)
- 2003 Quiero Comer Tus Labios & Senin Agzini Yerim Ben (I Wanna Eat Lips)
- 2002 Serseri Gönlüm (قلب دیوانه من)
- ۲۰۰۰ گیتسم اوزاکلارا (اگر می‌توانستم دور بروم)
- 1998 Tek Başına (تنها)
- 1997 Evlere Shenlik (خوبی من)
- 1996 Sigaramın Dumanı Sen (دود سیگار من باش)
- 1994 Kapına Gül Bıraktım (من یک گل رز در آستان تو گذاشتم)
- ۱۹۹۳ Ölürüm Yoluna (من برای تو می‌میرم)
- ۱۹۹۲ Öpsene Beni (مرا ببوس)
- 1991 Aşık Olmak İstiyorum (دوست دارم عاشق شوم)
- ۱۹۹۰ کار تنسی (دانه برف)
- 1989 Rüyalarım Olmasa (اگر رؤیایی نداشته باشم)

## فیلم‌شناسی
- Gecenin Işıltısı (درخشش شب)
- آرکا سوکاکلار ۲. سزون (خیابان‌های پشتی ۲. فصل)
- تیروانا
- Kurasların Efendisi (ارباب کویراس)
- Sinan Özen Söylüyor (سینان اوزن می‌خواند)